# Lhasa (stacja kolejowa)
Lhasa (chiń. 拉薩站; pinyin Lāsà Zhàn) – stacja kolejowa w Lhasie, stolicy Tybetańskiego Regionu Autonomicznego, w Chinach. Znajduje się na wysokości 3641 m n.p.m. i jest stacją końcową linii kolei tybetańskiej. Posiada siedem peronów. Budynek stacji długi jest na 340 m, szeroki na 60 m i zajmuje powierzchnię 23 600 m². W jego głównej części ma pięć pięter. Architektura budynku jest połączeniem tradycyjnych cech tybetańskich z nowoczesnymi elementami. Stacja została oddana do użytku 1 lipca 2006 roku. 16 sierpnia 2014 roku została otwarta linia kolejowa Lhasa – Xigazê, łącząca Lhasę z drugim pod względem wielkości miastem regionu. 